# Pakistan Tri-Nation Series 2024/25
Die Pakistan Tri-Nation Series 2024/25 war ein Cricket-Turnier das in Pakistan im One-Day International-Cricket zwischen dem 8. und 14. Februar 2025 ausgetragen wurde. Neben dem Gastgeber nahmen die Nationalmannschaften aus Neuseeland und Südafrika teil. Neuseeland gewann im Finale gegen Pakistan mit 5 Wickets und damit das Wettbewerb.

## Vorgeschichte
Pakistan spielte zuvor eine Tour gegen den West Indies, Neuseeland gegen Sri Lanka und Südafrika gegen Pakistan. Das Turnier dient als Vorbereitung für die Mannschaften auf den kurz darauf stattfindenden ICC Champions Trophy 2025.

## Format
In einer Gruppe spielt jede Mannschaft gegen jede andere ein Mal. Für einen Sieg gibt es zwei, für ein Unentschieden oder No Result einen Punkt. Die zwei bestplatzierten Mannschaften bestimmen den Sieger des Wettbewerbs in dem Finale.

## Stadion
Als Austragungsort wurden die folgende Stadion ausgewählt.
| Stadion          | Stadt   | Kapazität | Spiele           |
| ---------------- | ------- | --------- | ---------------- |
| National Stadium | Karachi | 34.228    | 3. Spiel; Finale |
| Gaddafi Stadium  | Lahore  | 60.000    | 1. & 2. Spiel    |

## Kaderlisten
Die Kader wurden kurz vor dem Turnier bekanntgegeben.
| ODI | ODI | ODI |
| Pakistan | Neuseeland | Südafrika |
| --- | --- | --- |
| - Mohammad Rizwan (K, wk) - Salman Ali Agha (VK) - Abrar Ahmed - Babar Azam - Faheem Ashraf - Fakhar Zaman - Haris Rauf - Kamran Ghulam - Khushdil Shah - Mohammad Hasnain - Naseem Shah - Saud Shakeel - Shaheen Afridi - Tayyab Tahir - Usman Khan (wk) | - Mitchell Santner (K) - Michael Bracewell - Mark Chapman - Devon Conway (wk) - Jacob Duffy - Lockie Ferguson - Matt Henry - Tom Latham (wk) - Daryl Mitchell - William O’Rourke - Glenn Phillips (wk) - Rachin Ravindra - Ben Sears - Nathan Smith - Kane Williamson - Will Young | - Temba Bavuma (K) - Aiden Markram (VK) - Corbin Bosch - Eathan Bosch - Matthew Breetzke - Gerald Coetzee - Junior Dala - Tony de Zorzi - Marco Jansen - Heinrich Klaasen (wk) - Keshav Maharaj - David Miller - Mihlali Mpongwana - Senuran Muthusamy - Wiaan Mulder - Lungi Ngidi - Anrich Nortje - Gideon Peters - Kagiso Rabada - Ryan Rickelton (wk) - Tabraiz Shamsi - Jason Smith - Tristan Stubbs - Rassie van der Dussen - Kyle Verreynne (wk) |

## Spiele
Tabelle
| Teams      | Sp. | S | N | NR | P | NRR    |
| ---------- | --- | - | - | -- | - | ------ |
| Neuseeland | 2   | 2 | 0 | 0  | 4 | +0.906 |
| Pakistan   | 2   | 1 | 1 | 0  | 2 | −0.689 |
| Südafrika  | 2   | 0 | 2 | 0  | 0 | −0.228 |

Spiele
| 8. Februar Scorecard | Lahore | Neuseeland 330-6 (50)          | – | Pakistan 252 (47.5) |
|                      |        | Neuseeland gewinnt mit 78 Runs |   |                     |

Neuseeland gewann den Münzwurf und entschied sich als Schlagmannschaft zu beginnen. Als Spieler des Spiels wurde Glenn Phillips ausgezeichnet.
| 10. Februar Scorecard | Lahore | Südafrika 304-6 (50)             | – | Neuseeland 308-4 (48.4) |
|                       |        | Neuseeland gewinnt mit 6 Wickets |   |                         |

Neuseeland gewann den Münzwurf und entschied sich als Feldmannschaft zu beginnen. Als Spieler des Spiels wurde Kane Williamson ausgezeichnet.
| 12. Februar Scorecard | Karachi | Südafrika 352-5 (50)           | – | Pakistan 355-4 (49) |
|                       |         | Pakistan gewinnt mit 6 Wickets |   |                     |

Südafrika gewann den Münzwurf und entschied sich als Schlagmannschaft zu beginnen. Als Spieler des Spiels wurde Salman Agha ausgezeichnet.
Finale
| 14. Februar Scorecard | Karachi | Pakistan 242 (49.3)              | – | Neuseeland 243-5 (45.2) |
|                       |         | Neuseeland gewinnt mit 5 Wickets |   |                         |

Pakistan gewann den Münzwurf und entschied sich als Schlagmannschaft zu beginnen. Als Spieler des Spiels wurde Will O’Rourke ausgezeichnet.